# Mugueta
La Mugueta és l'antic braç del riu la Muga que des de Castelló d'Empúries es dirigia a la badia de Roses, al grau de la Muga (actualment grau de Santa Margarida), al nord de l'actual desembocadura.
Unia dos estanys pròxims a l'estany de Castelló. Amb el dessecament d'aquesta zona, la Mugueta ha estat circumstancialment i erròniament considerada com un afluent de la Muga.